# Viscount Dilhorne
Viscount Dilhorne, of Greens Norton in the County of Northampton, ist ein erblicher britischer Adelstitel in der Peerage of the United Kingdom.
Familiensitz der Viscounts ist The Dower House in Minterne Parva, Dorset.

## Verleihung und nachgeordnete Titel
Der Titel wurde am 7. Dezember 1964 für den Lordkanzler Reginald Manningham-Buller, 1. Baron Dilhorne, geschaffen.
Er hatte bereits 1956 den Titel (4.) Baronet, of Dilhorne in the County of Stafford, geerbt, der am 20. Januar 1866 in der Baronetage of the United Kingdom seinem Urgroßvater verliehen worden war, und war am 17. Juli 1962 in der Peerage of the United Kingdom zum Baron Dilhorne, of Towcester in the County of Northampton, erhoben worden.
Heutiger Titelinhaber ist sein Enkel James Manningham-Buller als 3. Viscount.

## Liste der Viscounts Dilhorne (1964)
- Reginald Manningham-Buller, 1. Viscount Dilhorne (1905–1980)
- John Manningham-Buller, 2. Viscount Dilhorne (1932–2022)
- James Manningham-Buller, 3. Viscount Dilhorne (* 1956)

Titelerbe (Heir apparent) ist der Sohn des aktuellen Titelinhabers Hon. Edward John Manningham-Buller (* 1990).